# Institut d'Estudis de Seguretat de la Unió Europea
L'Institut d'Estudis de Seguretat de la Unió Europea (ISS) és un òrgan descentralitzat o agència de la Unió Europea (UE), l'objectiu del qual és ajudar a crear una cultura europea comuna de seguretat i contribuir al debat estratègic.
Aquesta agència contribueix al desenvolupament de la Política Exterior i de Seguretat Comuna (PESC) disposant d'un caràcter autònom que no representa ni defensa cap interès nacional particular. La seva seu s'ubica a la ciutat francesa de París.
El seu director executiu és l'Alt representant de la Unió Europea per a Afers exteriors i Política de Seguretat Catherine Ashton.

## Història
Aquesta agència es va creada el 20 de juliol de 2001 per l'impuls del Consell de la Unió Europea, i en substitució de l'Institut d'Estudis de Seguretat de la Unió Europea Occidental, iniciant les seves activitats el gener de 2002.

## Tasques principals
Realitza principalment tasques de:
- Recerca i debat sobre els principals aspectes de seguretat i defensa de la Unió Europea.
- Anàlisi prospectiu per al Consell i l'Alt Representant de la PESC.
- Desenvolupament d'un diàleg transatlàntic sobre tots els problemes de seguretat, especialment amb el Canadà i els Estats Units d'Amèrica.